# Вашер короткодзьобий
Вашер короткодзьобий (Molothrus rufoaxillaris) — вид горобцеподібних птахів родини трупіалових (Icteridae). Поширений на півдні Південної Америки. Гніздовий паразит, який відкладає яйця у гнізда інших видів птахів.

## Поширення
Поширений у північній частині Аргентини, Уругваї, Парагваї, південній Бразилії та крайній південній Болівії. Населяє поля, пасовища та рідколісся. Уникає густого лісу. Це осілий птах і не мігрує.

## Опис
Вашер короткодзьобий має чорне оперення; менші покриви під крилами рудисті. Самиця трохи тьмяніша самця. Ноги чорні, а райдужка червонувато-коричнева. Довжина тіла дорослої особини становить 18-21 см, середня вага дорослої особини — 58 г для самців і 48 г для самиць.

## Спосіб життя
Вашер короткодзьобий є спеціалізованим гніздовим паразитом: він підкладає яйця майже виключно вашеру рудокрилому, однак у регіонах, де його звичайний хазяїн відсутній, він може паразитувати на чопі, мочарці бронзовому або горнеро рудому.
Вашер короткодзьобий моногамний і самиця не відкладає яйце в гніздо господаря без участі самця, щоб відвернути увагу дорослих господарів. Майже 100% гнізд рудокрилих вашерів мають підкидишів, часто з більш ніж одним яйцем. Вашер короткодзьобий відкладає лише одне яйце на гніздо, але в одному гнізді можуть бути яйця від інших пар. Пташенята вашера короткодзьобого не витісняють (як зозулі в Європі) дитинчат рудокрилого вашера, а ростуть разом з ними, оскільки пташенята дуже схожі: важко відрізнити ці два види до дорослішання.